# Leon Chrzanowski (1888–1954)

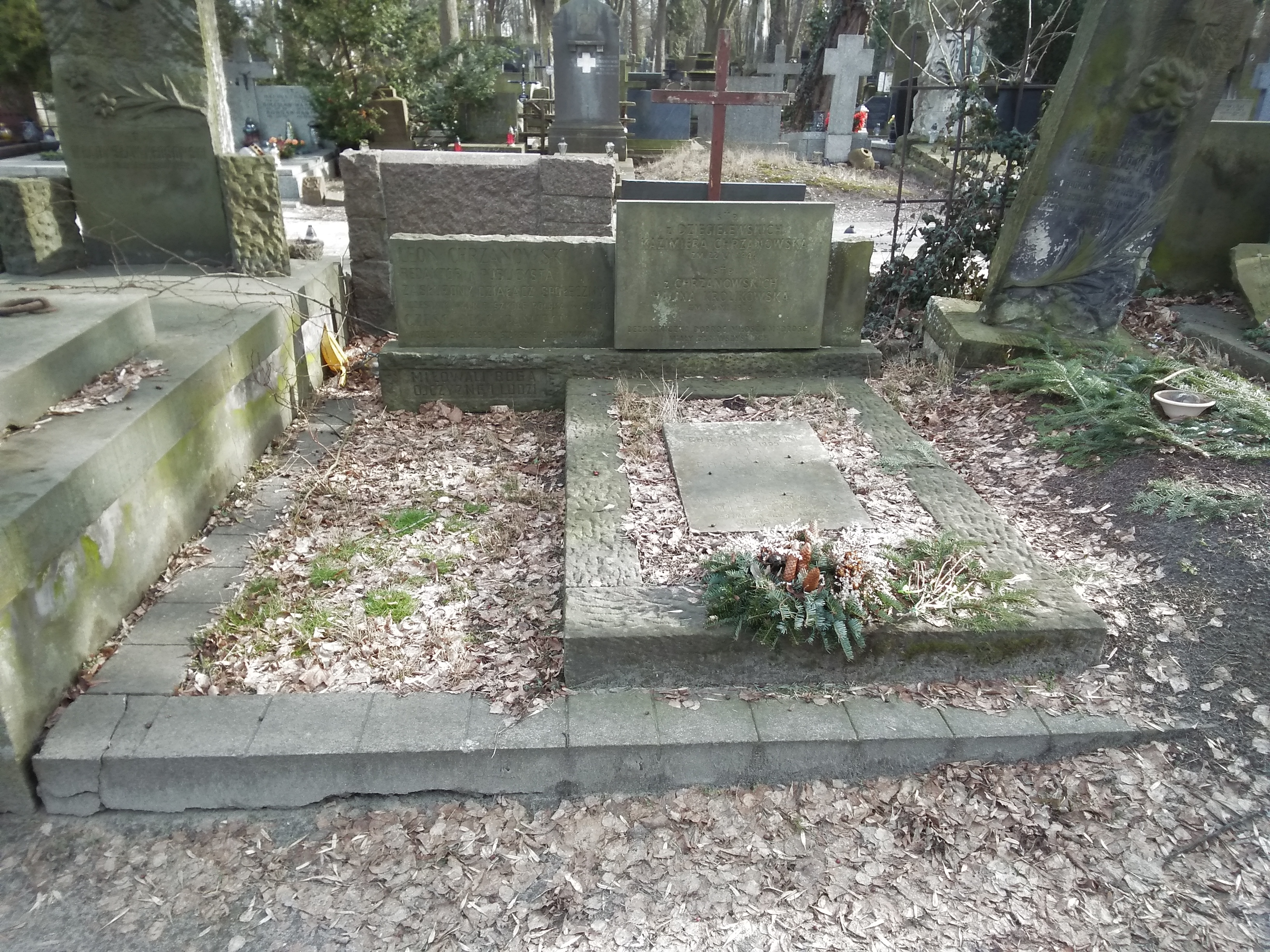
Grób Leona Chrzanowskiego na cmentarzu Powązkowskim

Leon Chrzanowski (ur. 17 grudnia 1888 w Warszawie, zm. 22 lutego 1954) – prawnik, literat i dziennikarz.
Syn Leona i Kazimiery z Dzięgielewskich. Współredaktor Kuriera Polskiego. W II Rzeczypospolitej był korespondentem Polskiej Agencji Telegraficznej w Rzymie i Genewie. Naczelnik wydziału prasy i propagandy w Ministerstwa Spraw Zagranicznych, korespondent Ilustrowanego Kuriera Codziennego, korespondent Kuriera Warszawskiego w Genewie, redaktor naczelny tygodnika Świat. 26 kwietnia 1931 został wybrany prezesem zarządu Polskiego Związku Łyżwiarskiego.
Pod koniec 1918 roku wysłany do Lwowa wraz z Józefem Wasowskim przez MSZ w celu zbadania pogromu na ludności żydowskiej dokonanego przez polskich żołnierzy i cywilów, jaki miał miejsce w dniach 22-24 listopada 1918 tuż po odbiciu miasta z rąk Ukraińców. Efektem ich pracy był raport z dnia 17 grudnia 1918.
Na uchodźstwie był redaktorem naczelnym Głosu Polski, organu rządu, powrócił do kraju w 1948 roku i pracował w redakcji dziennika Rzeczpospolita.
Był członkiem warszawskiej loży wolnomularskiej Odrodzenie, powstałej w latach 1911-1912.
Zmarł 22 lutego 1954. Został pochowany w grobowcu rodzinnym na cmentarzu Powązkowskim w Warszawie (kwatera Y-2-3/4).